# Iglesia de Nuestra Señora de la Granada (Moguer)
La iglesia de Nuestra Señora de la Granada es un templo católico de la localidad española de Moguer, provincia de Huelva, y sede parroquial del municipio y del Arciprestazgo Condado Occidental. Está protegida con la declaración de Sitio histórico y Conjunto histórico artístico del B.I.C. de los Lugares Colombinos.
Fue reconstruida en el siglo XVIII sobre los restos de la antigua iglesia mudéjar del siglo XIV, que fue muy dañada por el terremoto de Lisboa de 1755. De este templo, la única parte que pervivió fue la torre, si bien en el siglo XVIII se embelleció notablemente. Destaca por sus dimensiones, al ser el edificio parroquial de mayores dimensiones en las archidiócesis de Andalucía occidental (Huelva, Sevilla, Cádiz y Jerez.)

## Historia
Tras la reconquista de la ciudad por la Orden de Santiago, y su posterior entrega como señorío, se construye la primitiva iglesia mudéjar, con características constructivas similares a la iglesia del Monasterio de Santa Clara. Esta iglesia, tenía unas dimensiones menores que la actual, ubicándose en la superficie rectangular delimitada entre las actuales puertas laterales de entrada, hasta la torre en el frontal de la iglesia, aunque con un cierto giro respecto a la actual. Disponía de tres naves, capillas y dependencias auxiliares.
El descubrimiento de América tuvo un impacto extraordinario en el contexto social y económico de Moguer, y muy en particular en su parroquia, una de las instituciones más beneficiadas por la emigración de los moguereños. De las aproximadamente 77 capellanías fundadas en el XVI en esta iglesia mayor, un gran número fueron instituidas directamente por indianos y por parientes de residentes moguereños en Indias, que escogieron la iglesia parroquial como lugar de enterramiento. 

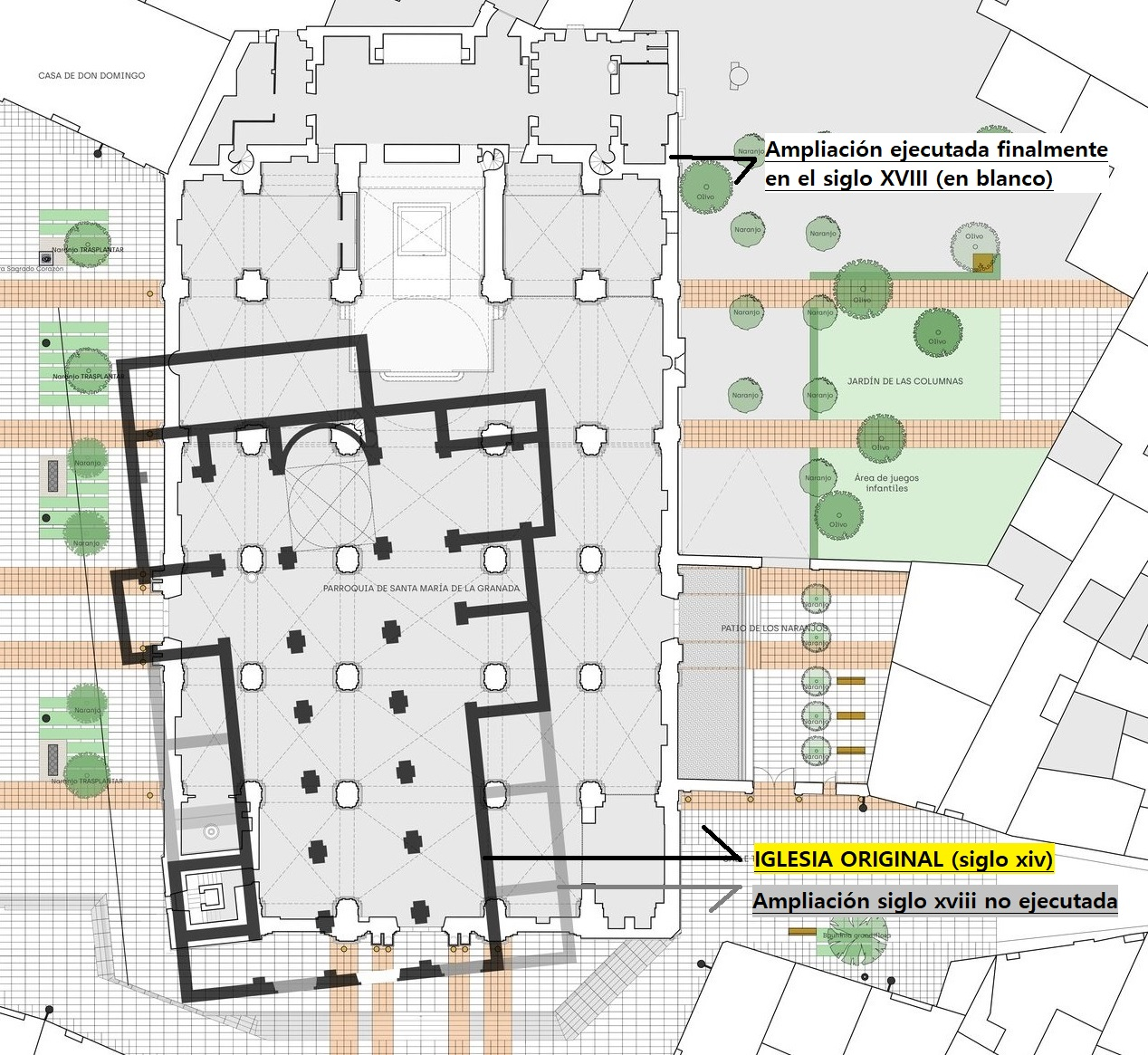
Ubicación primitiva iglesia sobre planta actual.

Entre los indianos que fundaron capellanías nos encontramos con las dos del capitán Pedro Montes Doca, cuya lápida sepulcral aún se conserva junto al umbral de la puerta principal; las dos del arcediano de Cuzco Juan Alonso Cota; o las de Fray Francisco Ruiz, dominico residente en la ciudad de Los Reyes (Perú), Juan Vanegas, fallecido en Panamá, Antón Quintero, fallecido en la isla de Santo Domingo; Francisco Ruiz Tirado, fallecido en Panamá; la de Catalina Rodríguez la Ximona, fallecida en Yaguana, isla de Santo Domingo; la de Pedro Benítez Camacho, rico propietario con hacienda en la ciudad de La Plata: o la de Alonso Ruiz de Abrego, residente también en la ciudad de La Plata (Perú). Todos ellos dotaron sus capellanías en la parroquia de Moguer con fuertes sumas de dinero enviadas desde las Indias. Otros envíos y donaciones de moguereños ausentes en diversas partes del continente americano sirvieron para enriquecer la hacienda y el patrimonio artístico de la parroquia, e incentivar igualmente la economía de su numeroso clero. 
En el embellecimiento de la primitiva parroquia trabajaron artistas de renombre: los retablos de las capillas del Arcediano y de Antón García Vanegas fueron realizados por Juan de Oviedo, Pedro de Villegas y Juan de Saucedo, obras contratadas en 1575 y 1577 respectivamente; el retablo mayor con la imagen de la Virgen de la Granada, como titular, iniciado por Miguel Cano y concluido por los hermanos Ribas (sustituido en 1783 por un baldaquino de Tomás Santizo), y una amplia relación de objetos artísticos acumulados durante siglos: pintura, imaginería, orfebrería, ornamentos, patrimonio documental, la sillería del coro tallada en caoba, el espléndido órgano situado en la cabecera detrás del templete, los catorce retablos barrocos distribuidos por el templo, etc; que fueron expoliados, destruidos o desaparecidos con el saqueo de las tropas francesas en marzo de 1810, las desamortizaciones, y sobre todo la guerra civil de 1936.
En el siglo XVIII, tras los importantes daños sufridos por el terremoto de Lisboa de 1755, fue reconstruida sobre los restos de la antigua iglesia mudéjar del siglo XIV, pese a que en un primer momento se procedió a la restauración del edificio original. Según se desprende del informe emitido por Pedro de San Martín, maestro mayor de obras del Arzobispado de Sevilla, después de visitar el edificio en abril en 1756, se estima el coste de las reparaciones en 22.500 reales de vellón. El arzobispo de Sevilla, teniendo presente la futura división de su archidiócesis de Sevilla en la zona, y el peso socioeconómico del municipio en ese momento, encargó a Pedro de San Martín (maestro mayor de obras del arzobispado), la construcción de una catedral, como futura sede del obispado que debía surgir en la zona. Otros autores entienden, sin embargo, que los trabajos efectuados tan solo pretendieron ampliar el espacio sacro de la parroquia, demasiado pequeño para el crecimiento demográfico de la ciudad en el siglo XVIII, como señala Díaz Domínguez, la iniciativa partió del cabildo municipal y el clero moguereño.. 

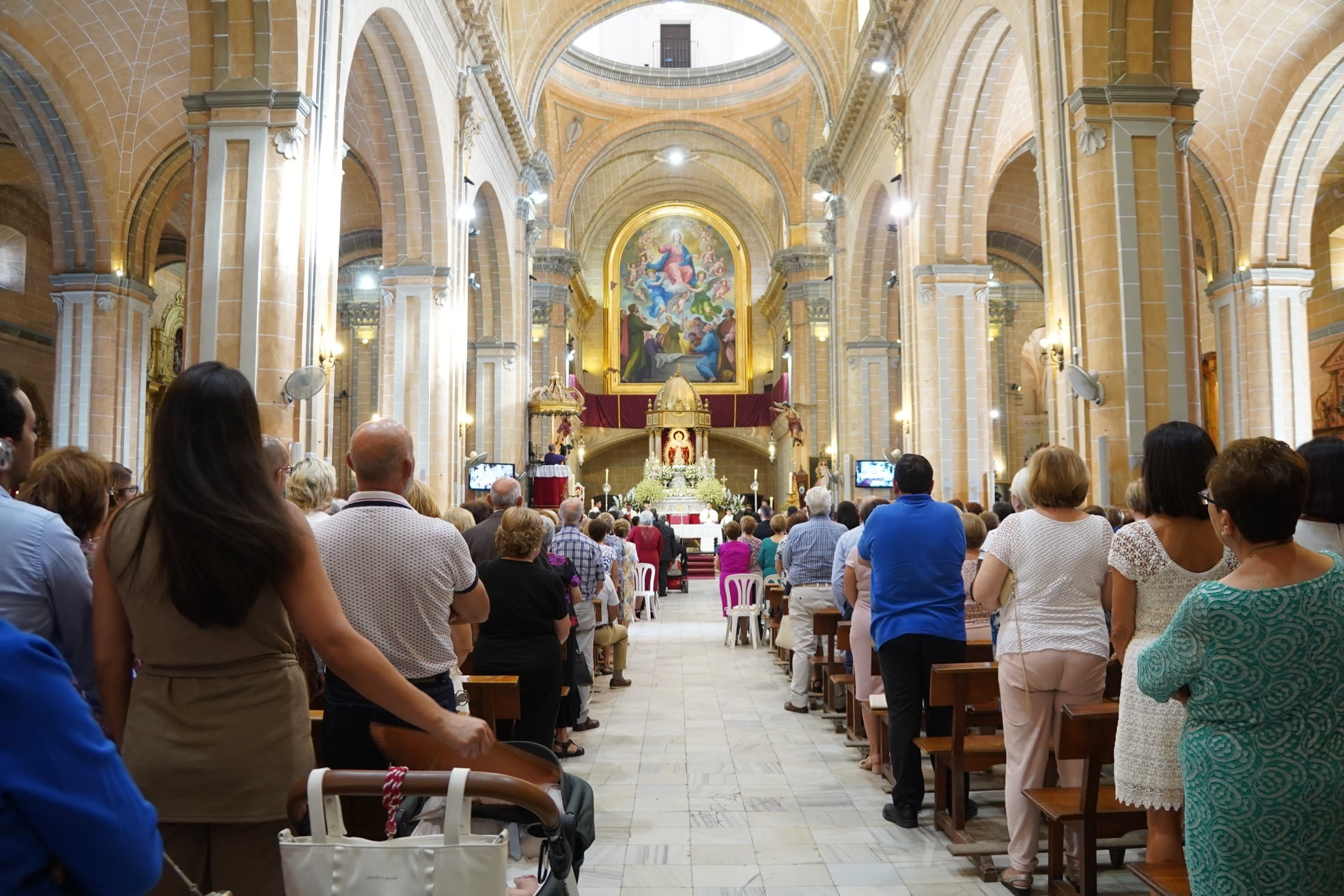
Interior de la iglesia.

Finalmente, el arquitecto José Álvarez de Mesa, diseña en 1776 una nueva iglesia Nuestra Sra. de la Granada en Moguer (así como la de Iglesia de Santa Cruz de Écija) en estilo Barroco. En el diseño original, según algunos autores, se proyectó la construcción de dos torres a los lados de la puerta principal o Puerta del Sol, pero finalmente esa segunda torre no fue construida. El nuevo edificio tenía dimensiones mucho mayores que la iglesia mudéjar previa, por lo que el pleno parroquial, el consistorio y las vecinos notables del momento, acordaron comprar la manzana de casas anexas al antiguo templo, y la calle colindante, superficie esta, ocupada en el edificio actual desde las puertas laterales, límite del edificio mudéjar anterior, hasta el altar y sacristía actual. La construcción del nuevo templo comenzó en los primeros meses de 1776, y se daría por concluida el 28 de mayo de 1783. Lo ambicioso del proyecto llevaría a que su coste superase el millón de reales de vellón, pese a que la estimación inicial había rondado los 500.000 reales. Durante el tiempo que duraron las obras, la Capilla del Hospital del Corpus Christi, concentró el servicio parroquial, diversificándose la actividad por los templos conventuales de Santa Clara y San Francisco. Entre los artistas empleados en la elevación del nuevo edificio, se encontraron los maestros locales José Gómez Hidalgo (carpintería general, tallado de los capiteles del templo y florón central de la cúpula mayor) y Antonio Guisado (dorado del púlpito, de cruz sobre la entrada y las rejas del presbiterio, junto a la pintura de las puertas).

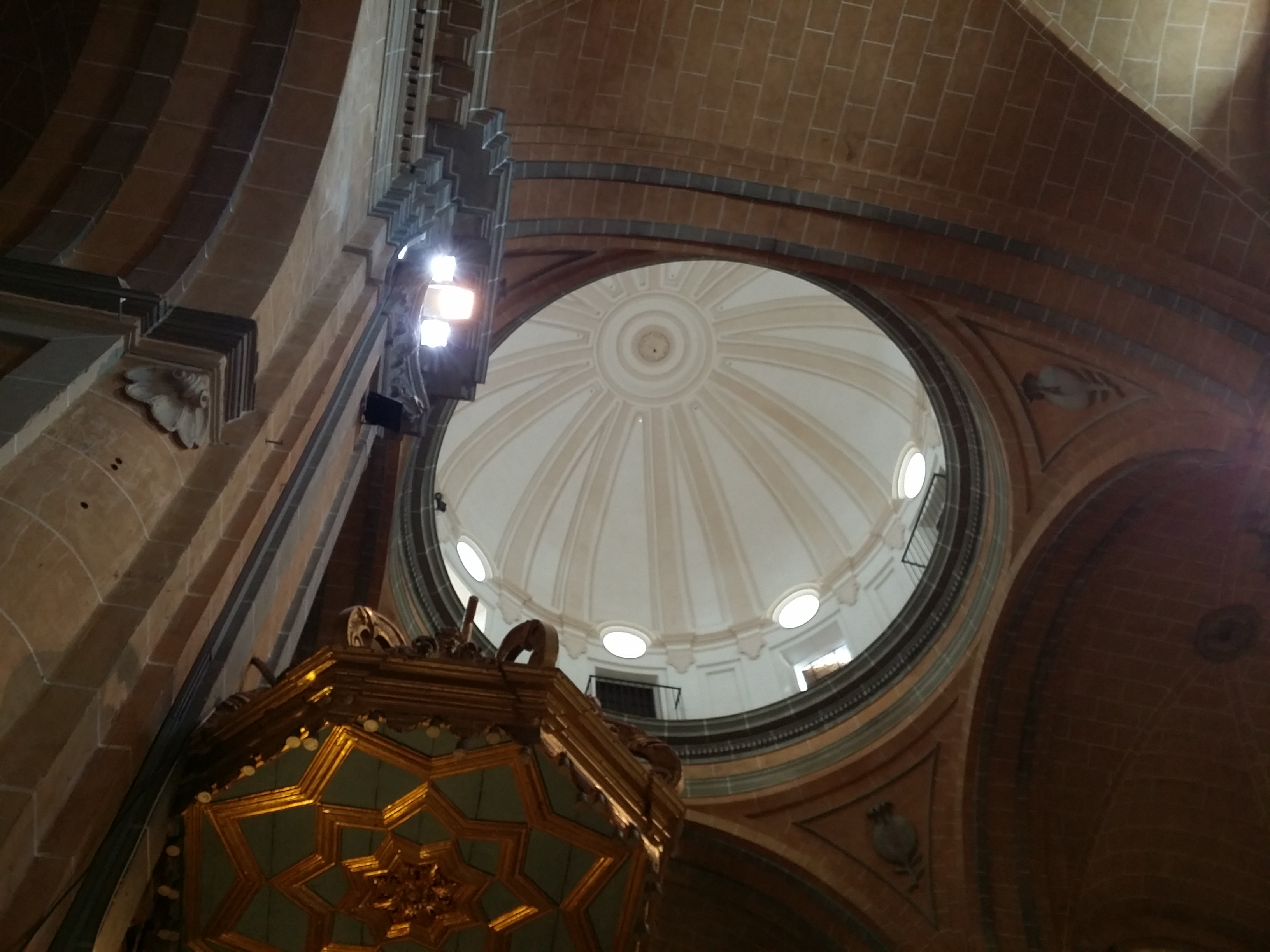
Cúpula desde el interior.

La torre parroquial (siglo XIII), que se respetó, fue objeto de reformas en los siglos XVII y XVIII. Hubo de reconstruirse en 1655 tras el hundimiento de la primitiva torre por un huracán. Del proceso se encargaron los arquitectos Juan Domínguez, que reedifico la caña reforzando las paredes, según proyecto de 1689, y José Tirado, que dirigió las obras hasta 1714. Poco después fue reformada por Diego Antonio Díaz en 1722, y, entre los años 1758 y 1760, fue reformada de nuevo por Pedro de Silva, tras los daños sufridos por el terremoto de 1755, imitando en su cuerpo de campana y remate a la Giralda de Sevilla. Las obras de consolidación se iniciaron en junio de 1758 finalizando justamente dos años más tarde. Las mismas fueron realizadas por Antonio Guerrero, maestro albañil moguereño, y el sevillano Lucas Cintora. 
El saqueo de las tropas francesas en marzo de 1810, el efecto de las desamortizaciones, y el expolio llevado a cabo en repetidas ocasiones provocaron la desaparición del rico patrimonio artístico de la parroquia.
Posteriormente la guerra civil provocó nuevos destrozos en el templo. El edificio fue incendiado, lo que provocó el desplome de las bóvedas. La reconstrucción de la iglesia se terminó en 1944. Entre tanto, la vida parroquial de trasladó al Monasterio de Santa Clara.
Es de destacar, como hecho relevante, la visita de Su Santidad Juan Pablo II, dentro de su recorrido por los Lugares colombinos y El Rocío en 1993, con motivo del V Centenario del Descubrimiento y Evangelización de América.

### Sede eclesiástica

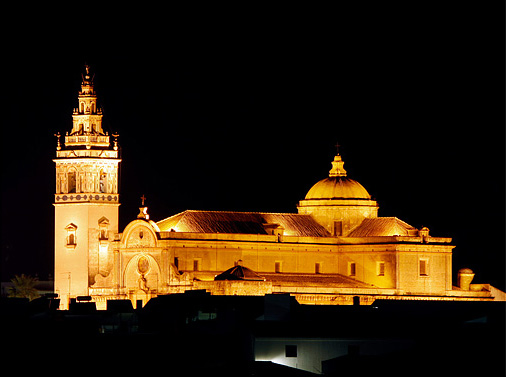
Vista nocturna de la Iglesia.

En el orden eclesiástico, la Iglesia parroquial de Nuestra Señora de la Granada fue sede de la vicaría de Moguer, desde mediados del XV, en la que se englobaba los municipios de Moguer y Palos de la Frontera. 
Después se convirtió en sede del Arciprestazgo de Moguer, quedando integrado por los municipios de Bonares, Lucena del Puerto, Moguer, Niebla, Palos de la Frontera y San Juan del Puerto. 
En 1967 el Arciprestazgo de Moguer pasó a denominarse Arciprestazgo Condado Occidental, estando compuesto por las parroquias de Beas, Bonares, Gibraleón, Lucena del Puerto, Moguer, Niebla, Palos de la Frontera, San Juan del Puerto y Trigueros. Desde el año 2014 ejerce de arcipreste, el párroco titular de la iglesia, José Manuel Raposo Hernández.
Desde ella sale en procesión durante la Semana Santa moguereña la Real, Ilustre y Franciscana Cofradía de Nuestro Padre Jesús de la Victoria, María Santísima de la Paz y San Juan Evangelista y la Muy Antigua, Fervorosa, Venerable, Real, Ilustre y Franciscana Hermandad del Santísimo Cristo de la Vera-Cruz y Ntra. Sra. de la Soledad.

## Arquitectura

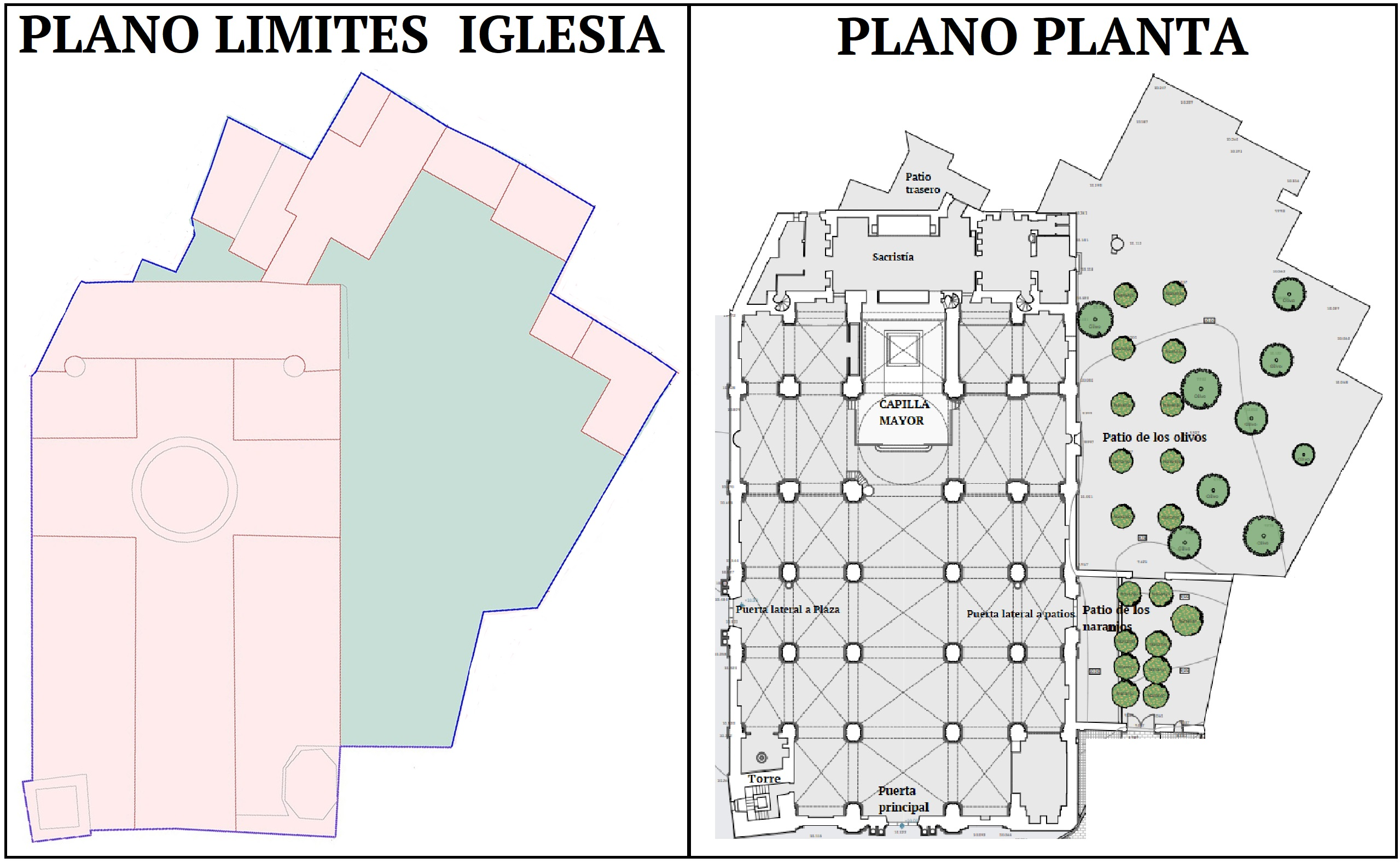
Planta iglesia con límites propiedad.

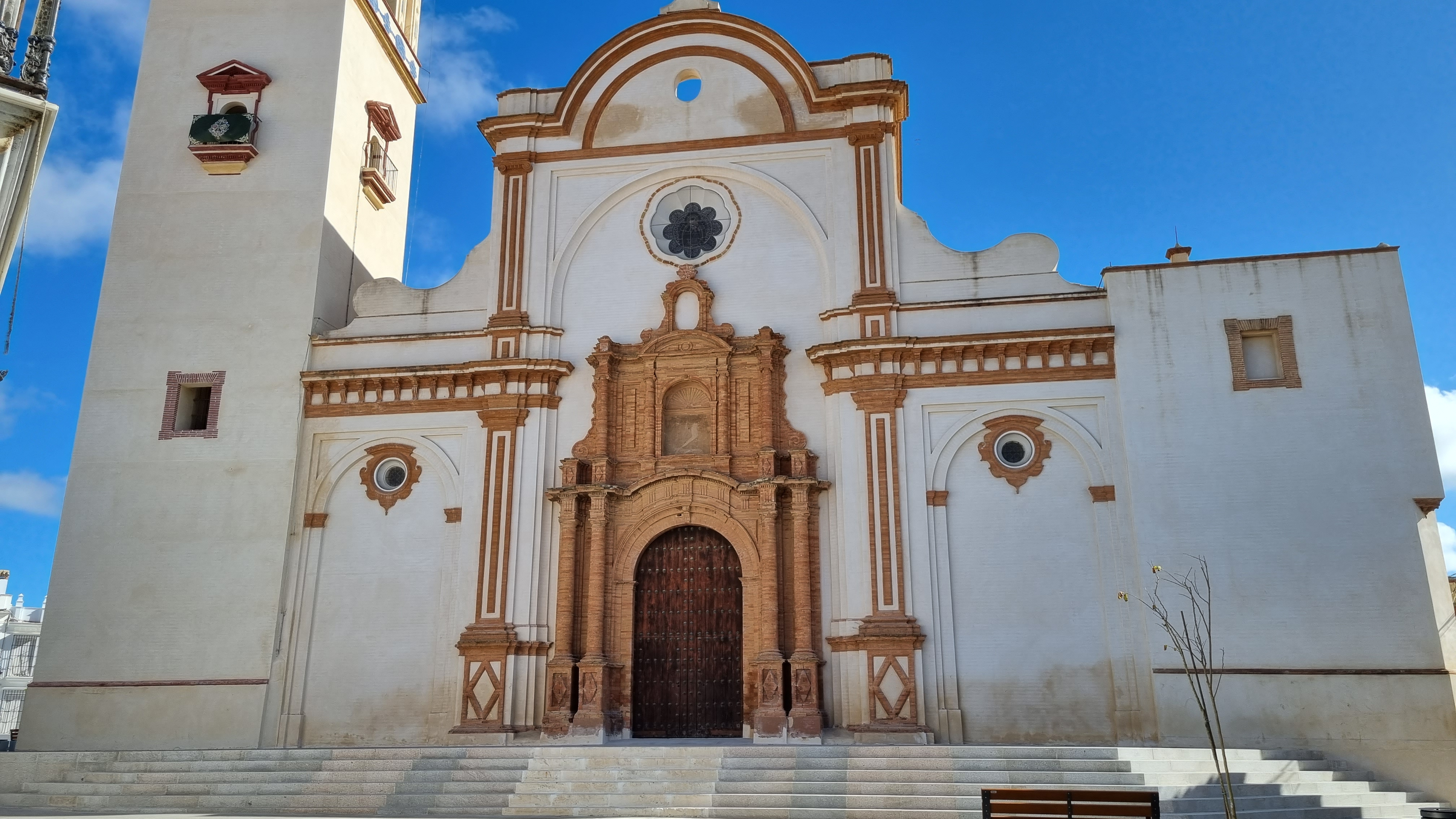
Puerta del Sol o Principal y torres.

El nuevo edificio, construido en la transición del Barroco al Neoclásico, austero en su planta y alzado, consta de cinco naves, con testero plano. Se cubre con bóvedas de aristas, tanto en la nave central como en las extremas. Las naves colaterales se cubren con bóvedas vaidas, y el crucero con media naranja sobre tambor, en cuyas pechinas se representa el fruto de la granada, elemento iconográfico que da nombre a la titular de la parroquia.
La planta basilical tiene cinco naves de las que sobresale en altura la central, separadas por pilares de planta cuadrada con pilastras adosadas y esquinas redondeadas. Crucero y cabecero plano, constando el cuerpo de iglesia de cuatro tramos. La sacristía y demás servidumbres se sitúan tras la capilla mayor, ubicándose la capilla bautismal junto a la preexistente torre, no disponiéndose tribuna a los pies de la iglesia. La nave central dispone de bóveda de cañón de amplios lunetos, cerrando mediante bóvedas vaídas las naves colaterales y por arista las extremas. Por su parte, los brazos del crucero y el cabecero se cubren con bóvedas de cañón con lunetos, cobijando el espacio central una cúpula en forma de media naranja sobre tambor, en cuyas pechinas se representa el fruto de la granada, y tiene cuatro ventanas y ocho óculos, elementos que se manifiestan al exterior en planta hexadecagonal, trasdoseándose la cúpula mediante dieciséis gallones curvos sin tejas. El orden interior es el corintio, por tratarse de una iglesia dedicada a Nuestra Señora.
Las cubiertas de las naves son de teja árabe, con la tradicional jerarquización volumétrica exterior para formar la cruz, abriéndose ventanas en los muros de la emergente nave central y también en las naves extremas, debido a la excepcional latitud del templo. La nave mayor se cubre con teja a dos aguas. Este templo fue declarado Bien de Interés Cultural en 1967.
De especial interés son sus tres portadas de ladrillo avitolado, en estilo Barroco, que se proyectan en ladrillo labrado y tallado, la principal o "Puerta del Sol" se sitúa a los pies de la iglesia, se concibe como una portada-retablo de dos cuerpos, el primero con columnas toscanas y el segundo con columnas jónicas, más un pequeño remate en ático. Su esquema lo repite simplificado la puerta de la nave del Evangelio, denominada "puerta del Evangelio, que abre el edificio a la plaza de la Iglesia, la portada-retablo muestra columnas jónicas en el primer cuerpo y corintias en el segundo. La puerta del costado o "puerta de la Epístola", comunica con el Patio de los Naranjos, en su primer cuerpo la puerta se flanquea con pilastras labradas con figuras geométricas sobre las que se dispone un frontón abierto del que parte un segundo cuerpo más estrecho que se corona con un frontón curvo, y en los laterales dos medallones de ladrillo tallado. Esta puerta de la epístola da acceso al antiguo cementerio, hoy clausurado, en el actual Patio de los Olivos, cuyos nichos sustituirían a partir del último tercio del siglo XVIII los enterramientos particulares de la primitiva iglesia.

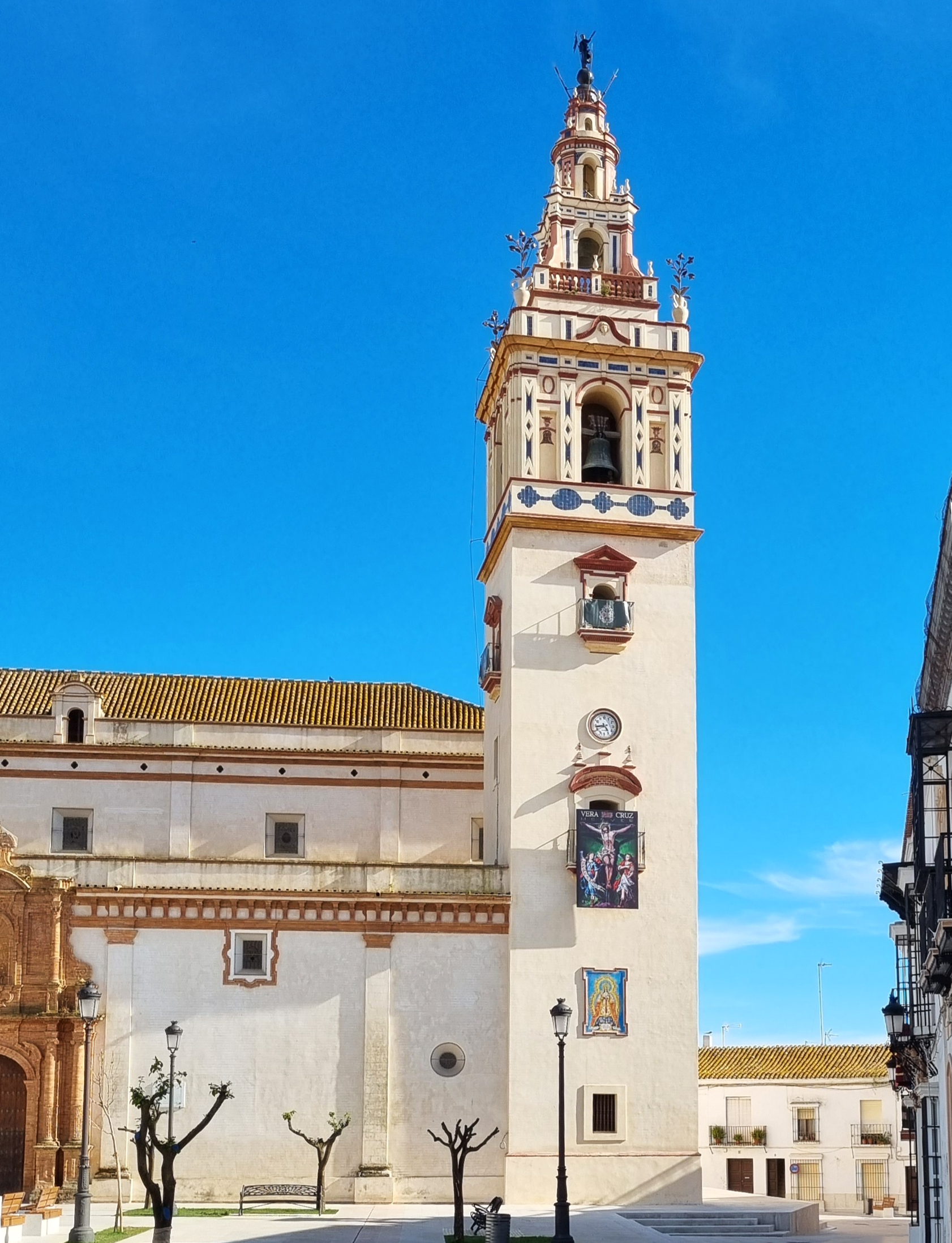
Vista de la Torre.

Es la iglesia parroquial de mayores dimensiones de las archidiócesis de Andalucía occidental. La iglesia tiene un superficie construida de 2.172 m², que sumando los almacenes y vivienda del párroco suben la superficie a 2.598 m², mientras que la superficie total de la finca es de 3.871 m², ya que además dispone de dos zonas ajardinadas llamadas "patio de los naranjos" y "patio de los olivos".

### Torre
Originalmente la iglesia contemplaba la construcción de dos torres a ambos lados de la puerta principal o del Sol. Sin embargo, la falta de fondos motivó que solo se le diera altura a una de ellas, concretamente a la situada a la izquierda de la puerta principal, la torre de la derecha quedó construida hasta la altura de la primera ventana, siendo utilizada en su interior como sede de la Hermandad de la Vera-Cruz.
La torre campanario tiene una altura de 48 metros, sobre planta cuadrada de seis metros de lados. En la torre se mezcla el estilo mudéjar de la torre original, con los estilos barroco y neoclásico con los que se reformó y embelleció tras el terremoto de 1755. El cuerpo de campanas está inspirado en el remate de la Giralda de Sevilla, eco que vemos en la alternancia de arco y dintel en el cuerpo de campanas, arco de triple inflexión, en los jarrones de azucenas y el remate o estatua de la Fe. Es tal el parecido con la Giralda, que Juan Ramón Jiménez al referirse a ella, dice que "la torre de Moguer de cerca, parece una Giralda vista de lejos". 
La torre consta de los siguientes cuerpos:
- El cuerpo inferior: de 30 metros de altura, ocupado en su interior por la escalera que sirve de acceso al cuerpo de campanas. Está abierto al exterior por huecos balconados. En la cara que mira a la plaza de la Iglesia dispone de 3 huecos, el bajo en forma de ventana, y el medio y alto balconado. En la cara de la fachada principal dispone de 2 huecos, el bajo en forma de ventana y el alto balconado. En la cara interior a la nave central, un hueco balconado y en la cara al tejado 2 huecos, el bajo en forma de ventana y el alto balconado. Tienen la función de iluminar las escalera de caracol que sube al cuerpo de campanas.

- El cuerpo de campanas: de 6 metros de altura, se inspira en el remate de la Giralda de Sevilla, eco que vemos en la alternancia de arco y dintel en el cuerpo de campanas, arco de triple inflexión. En ella se ubican 6 campanas: en la cara orientada a la Plaza Iglesia se ubica la más grande, la campana Ntra. Sra. de la Granada, con sonido “bom”; en la cara al porche se sitúa la campana de San José, con sonido “tan”; en la cara a la nave principal se sitúa la campana de San Rafael, con sonido “tin” y sobre esta una de volteo o repique; y en la cara orientada a la nave de la iglesia se sitúa la campana de Santa Cecilia, y una de volteo o repique llamada María Inmaculada Concepción.

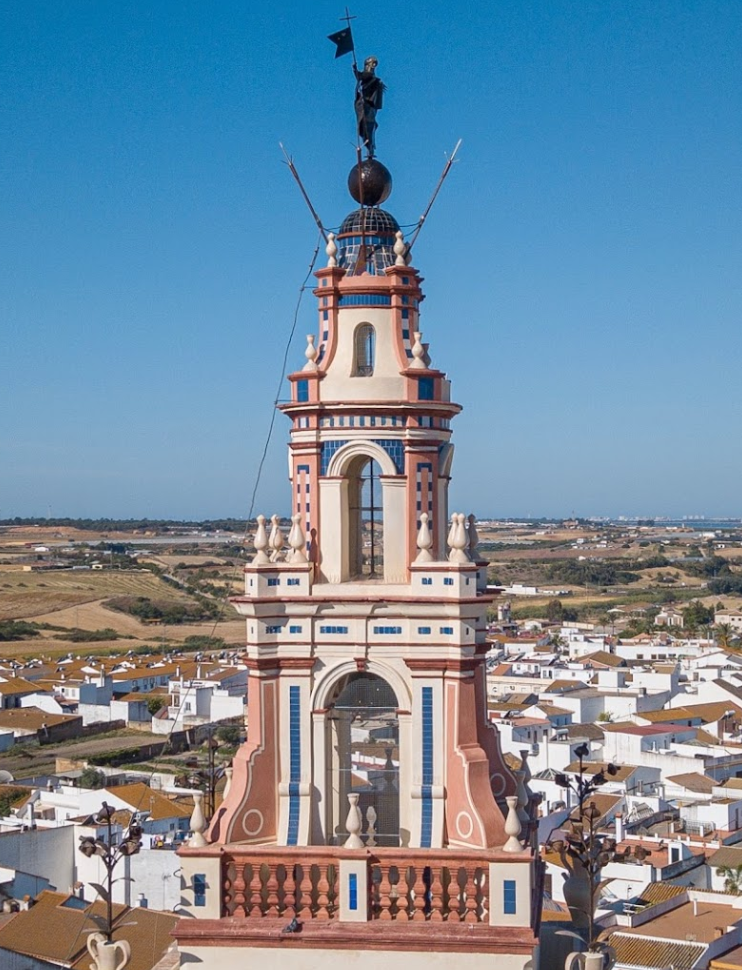
Detalle Torre.

- El cuerpo de los jarrones: Es accesible mediante escalera interior, estando delimitado por una balconada cuadrangular transitable, adornada en sus esquinas con cuatro jarrones decorados con azucenas y granadas (año 1930). En la fachada de la balconada destaca en las caras exteriores las cuatro "cabezas de los vientos", probablemente realizadas por Cristóbal Ramos, así como la decoración alterna de azulejos azules y remates con ladrillos rojos.

- El cuerpo de la campana de reloj: Es accesible mediante escalera interior metálica, estando delimitado por una balconada cuadrangular transitable de balaustras rojas, y rematada en sus esquinas y centro con ocho pináculos. En su interior se ubica la "campana del reloj" (año 1773), que da las horas del reloj. Se abre al exterior mediante cuatro vanos con dintel semicircular, decorados con azulejos azules y relieves en ladrillo rojo.

- El cuerpo intermedio: Está rematada en sus esquinas con un conjunto de tres pináculos. Se abre al exterior mediante cuatro vanos con dintel semicircular, decoradas con azulejos azules y blancos, y relieves en ladrillo rojo.

- El populi: Está rematado en sus cuatro esquinas con un pináculo. Se abre al exterior mediante cuatro vanos con dintel semicircular, decorados con azulejos azules y relieves en ladrillo rojo.

- El remate: Corona la torre con una base acilindrada con techo semicircular de azulejos azules. En la base acilindrada se ubica el pararrayos y cuatro pináculos en sus esquinas. Sobre la media esfera se ubica la estatua de la fe, formada por una bola esférica de hierro forjado, que representa el mundo, sobre la que se apoya la estatua, conocida popularmente como “Santa Juana”, que tiene función de veleta y representa “el triunfo de la fe sobre el mundo”.  La estatua, del neoclásico, está realizada en hierro forjado el cuerpo, y de bronce las manos y la cabeza. En la mano izquierda porta la palma del triunfo y en derecha el Lábaro (la bandera de la fe).

## El arte mueble

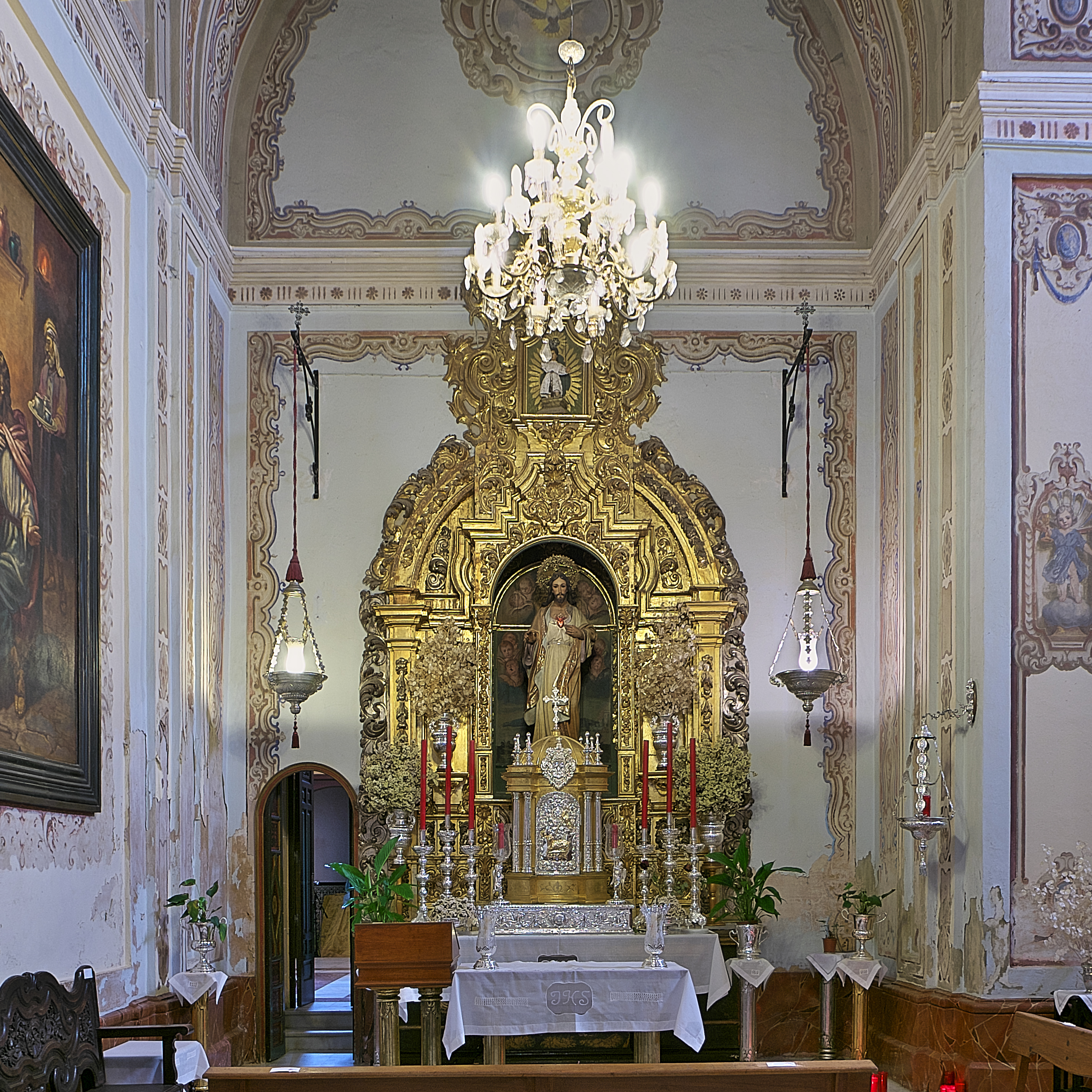
Retablo Capilla Sacramental.

Los retablos existentes pertenecen a la iglesia del Convento de San Francisco, algunos de ellos de interés. El del Sagrario y la parte central del retablo de la Inmaculada poseen factura barroca de mediados del siglo XVIII, siendo atribuido el primero al círculo de Felipe Fernández del Castillo. Es digno de mención también el retablo de los Esponsorios de la Virgen o de San Juan Bosco, obra de principios del siglo XVII. El retablo que actualmente cobija a María Auxiliadora presenta una bella factura barroca, conservando además de sus formas originales algunos tondos escultóricos barrocos. El del Cristo de la Victoria, de composición sobria, ha sido identificado como perteneciente a la Inmaculada Concepción, del XVI y, por tanto, de la primitiva iglesia mudéjar.
Entre las obras de orfebrería y forjado, sobresalen algunas como la magnífica reja de hierro forjado del XVII de la capilla Bautismal. El presbiterio, al que se accede a través de espaciosas gradas, se halla delimitado por una artística baranda de hierro forjado, decorada a base de granadas. En orfebrería, cuenta con valiosos ejemplares como el cáliz y vinajeras mexicanas del siglo XVIII, el portapaz del siglo XVI, la cruz parroquial dieciochesca o los cuatro evangelistas de plata de la misma época; por otra parte, se conservan aún varios candeleros barrocos y la corona de metal plateado de la Virgen de la Soledad, cuyas rocallas delatan su origen dieciochesco. En cambio, el bello Sagrario es obra de mediados del siglo XX, realizado en madera tallada y dorada y plata.
En el campo de la escultura, la imagen más interesantes del templo es la Divina Pastora. Se trata del origen de una Inmaculada del siglo XVIII procedente del Convento de Capuchinos de Sevilla, donde fue bendecida por el Beato Diego de Cádiz tras su reconversión iconográfica. En 2003 fue restaurada por José María Leal. Antes de ocupar su actual altar estuvo al culto en el convento de Santa Clara y presidió durante un tiempo los salones parroquiales. 
Es también reseñable la imaginería perteneciente a la Hermandad de la Vera+Cruz. La Virgen de la Soledad es una imagen de vestir del siglo XVII. Su impronta actual se debe a las intervenciones de Joaquín Moreno Daza y José María Leal. El Crucificado de la Vera Cruz es una imagen de Joaquín Moreno Daza de 1988, realizada según las trazas del antiguo Cristo de Enrique Orce de 1939. La Virgen de la Paz fue realizada por José María Leal en 2005. La acompaña un San Juan de Enrique Orce de 1939. Nuestro Padre Jesús de la Victoria es un Cristo con la cruz a cuestas realizado por Enrique Orce de cara a la Semana Santa de 1939.

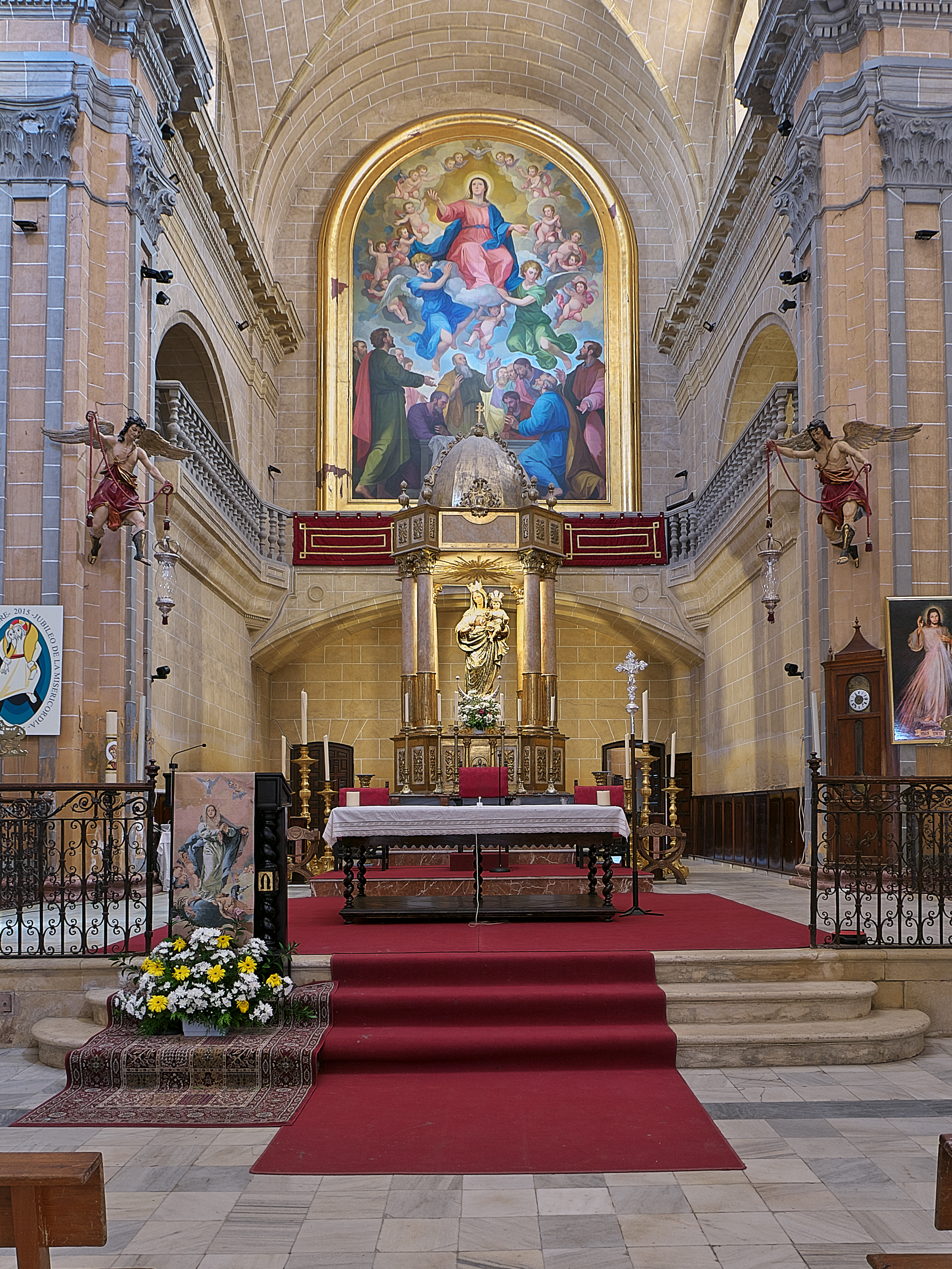
Altar mayor.

Hay otras imágenes de Orce repartidas por el templo. La Virgen de Belén, de vestir, fue realizada en 1930. Nuestra Señora del Carmen, por su parte, data de 1938. El conjunto de San José con el Niño es de 1941. En este mismo año realizó la imagen de la Virgen de la Granada, que preside el presbiterio cobijada por un templete.
Son también reseñables la imagen de San Ginés del siglo XVIII que ocupa el ático del retablo de San José o el Niño Jesús, de similar cronología al que figura en el ático del retablo del sagrario.
La obra de más interés del apartado de pintura es el óleo sobre lienzo de Santa Úrsula y las Once Mil Vírgenes, de fines del siglo XVI o inicios del XVII. Reseñables son también los lienzos del siglo XVIII que se conservan en la sacristía, como la Estigmatización de San Francisco o la Imposición de la Casulla a San Ildefonso. La Inmaculada Concepción que pende de otro de los muros de la Sacristía procede de los siglos XVIII o XIX. Del siglo XX es el mural de la capilla bautismal, una obra de Rafael Blas Rodríguez que representa el Bautismo de Cristo. El mismo autor decoró la Capilla Sacramental con un mural de la Cena de Emaús y las pinturas de las bóvedas, con temática eucarística. La gran pintura de la Asunción que figura sobre el templete del altar mayor fue realizada por Juan Antonio Rodríguez entre 1993 y 1995.
Cabe destacar también algunas obras de bordado de los siglos XVIII y XIX, como frontales de altar, paños de altar y paños de púlpito. Un terno litúrgico completo barroco, denominado el Terno de la Granada.
Por último hacer mención al desaparecido “Monumento del Jueves Santo”, baldaquino/retablo cuadrangular de madera pintada en blanco, que se situaba en el centro de la primitiva iglesia mudéjar. Se construyó en Sevilla en 1585, por el maestro carpintero Diego López, bajo la dirección de Juan Bautista Vázquez “El joven”, en estilo manierista. Tenía dos cuerpos columnados y se alzaba hasta la bóveda principal, siendo el primer cuerpo de estilo dórico y el segundo de estilo Jónico. En la parte baja se colocaba la urna con el sacramento. En el segundo cuerpo se colocaba un crucificado. Tras la ampliación de la iglesia, después del terremoto de Lisboa, se rehace y amplía un tercer cuerpo acorde a las nuevas dimensiones y altura del nuevo edificio. Fue quemado durante la guerra civil. Igualmente pereció en esa fecha la imponente sillería de madera y el órgano.

## Galería

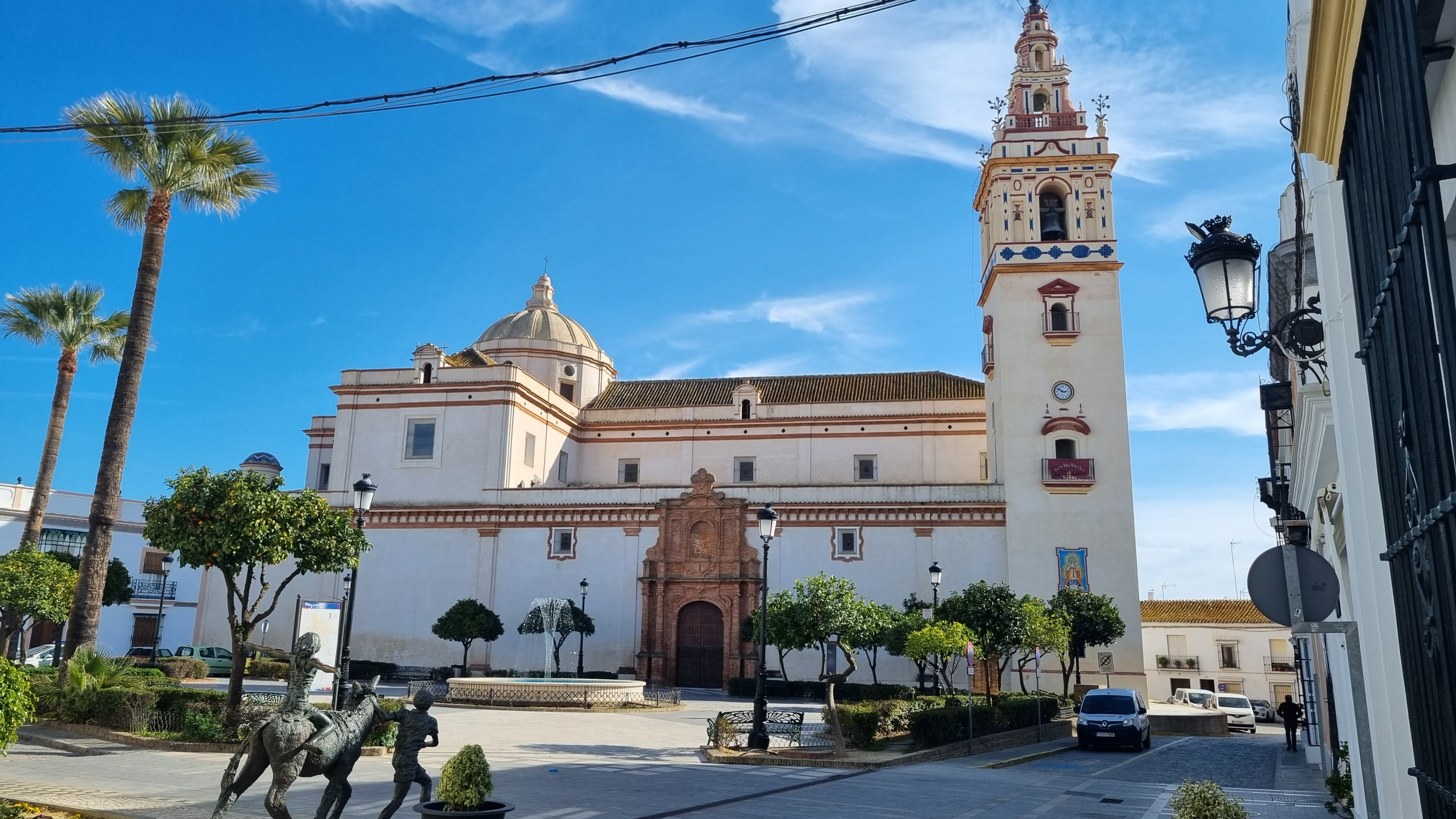
Vista iglesia y plaza
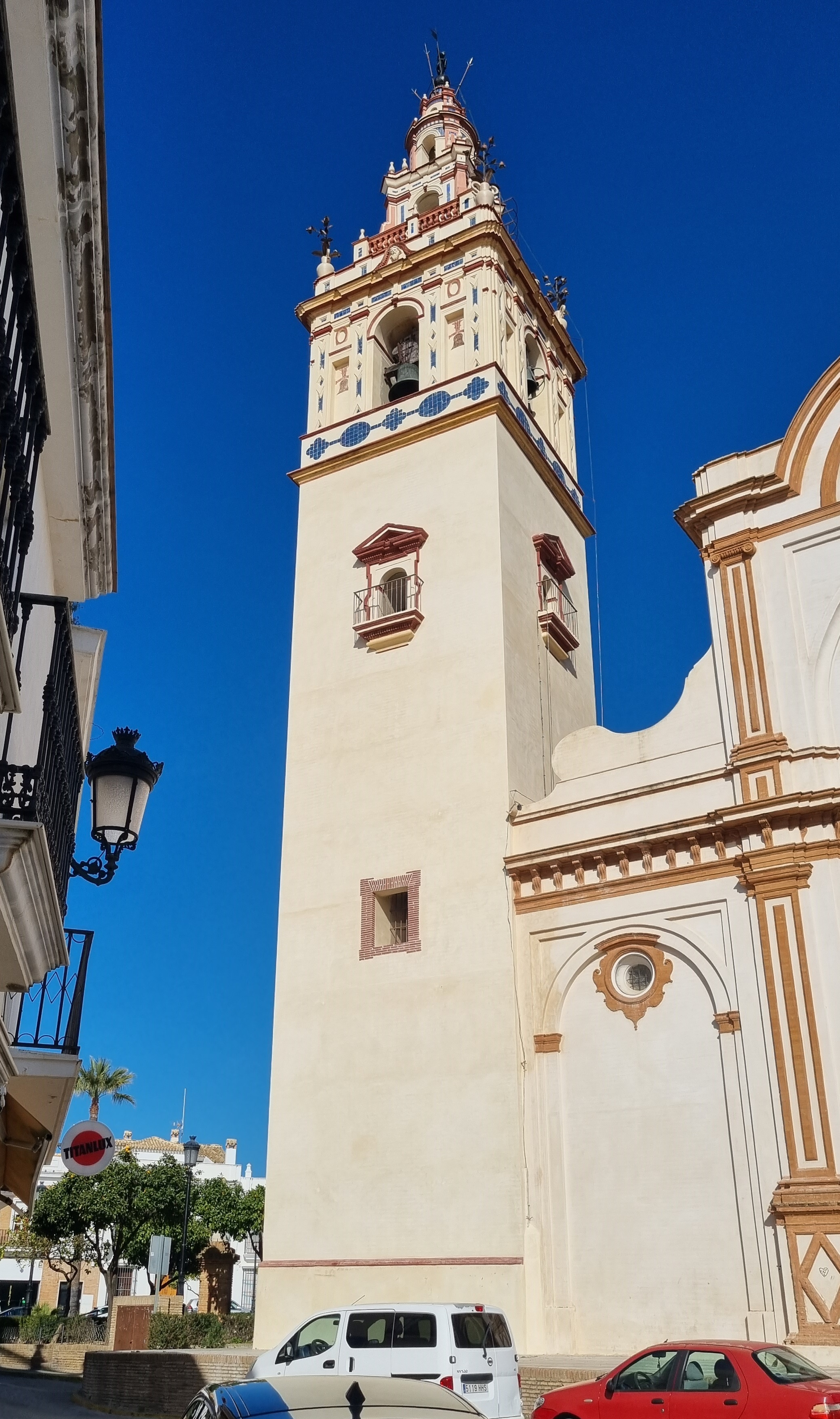
Torre desde Puerta del Sol
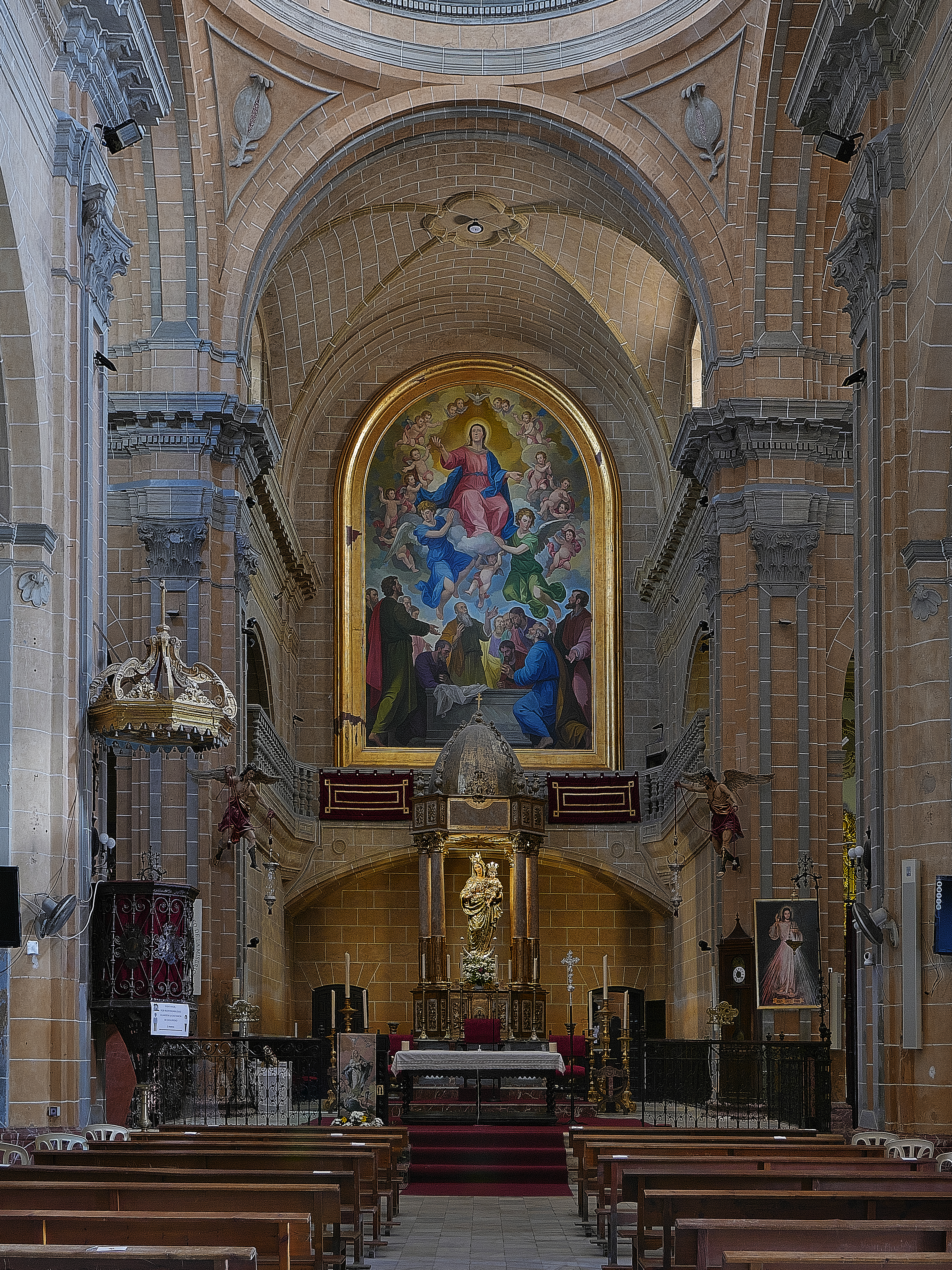
Altar mayor.
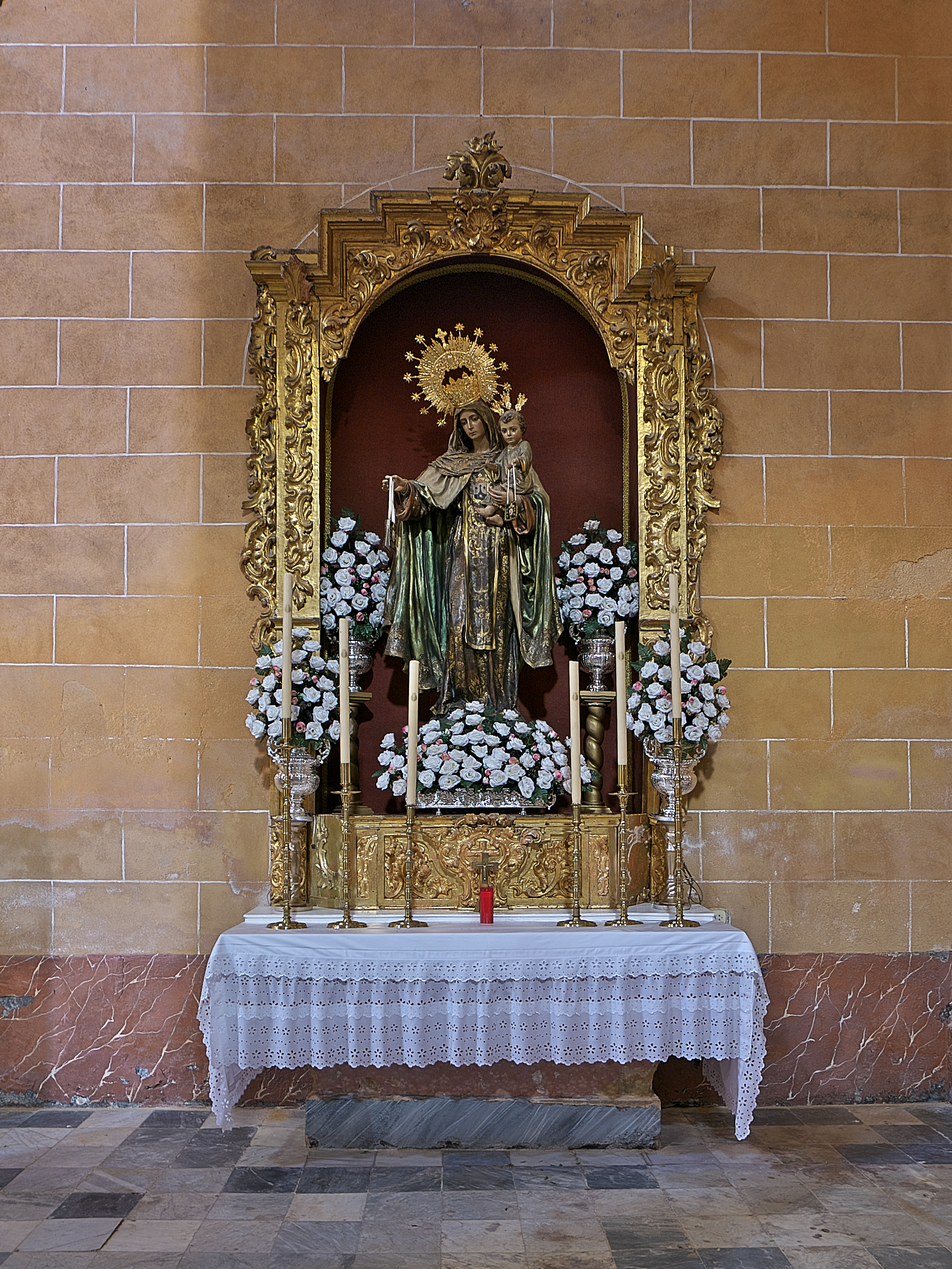
Altar de la Virgen del Carmen
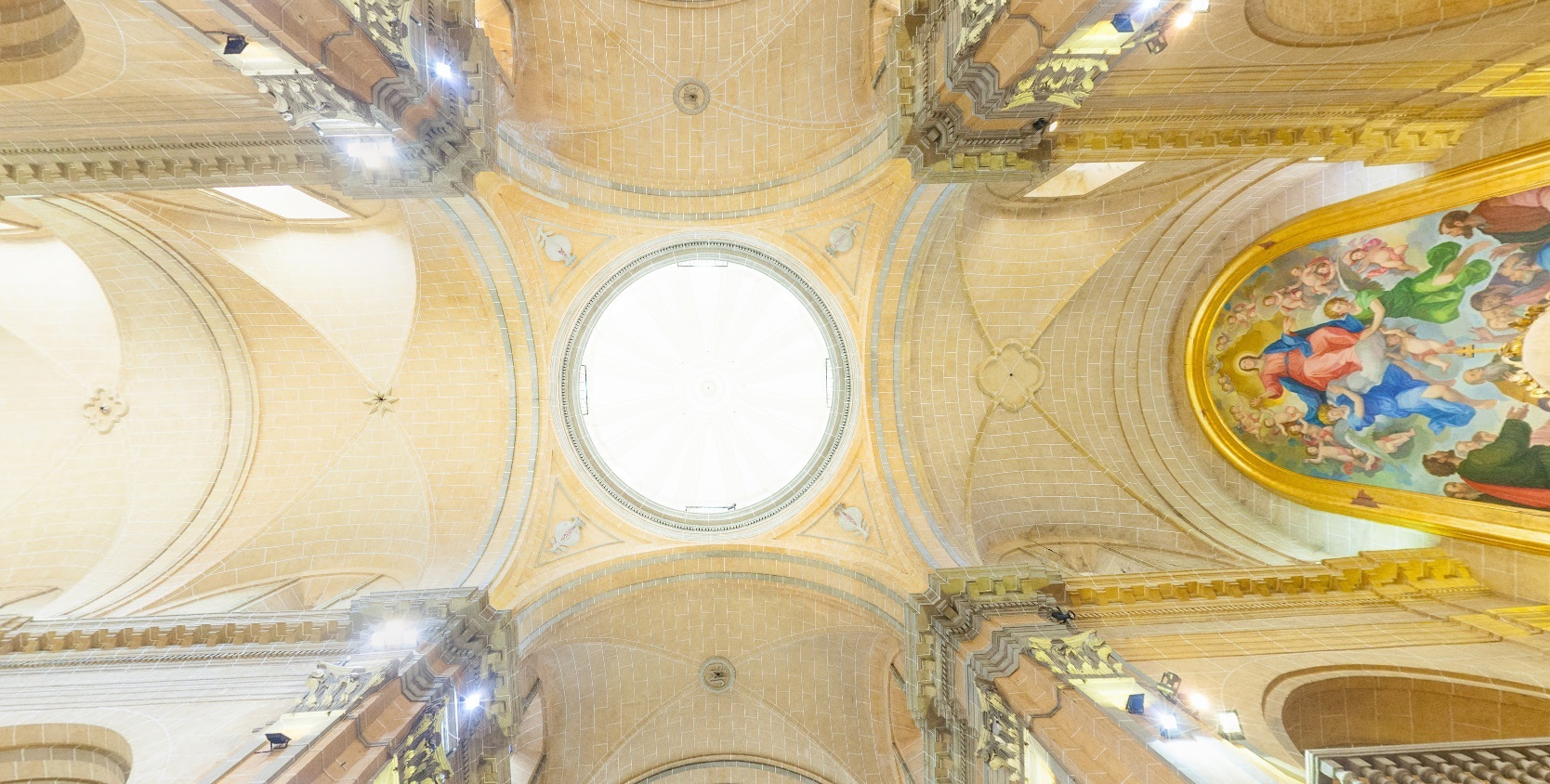
Bóvedas del techo
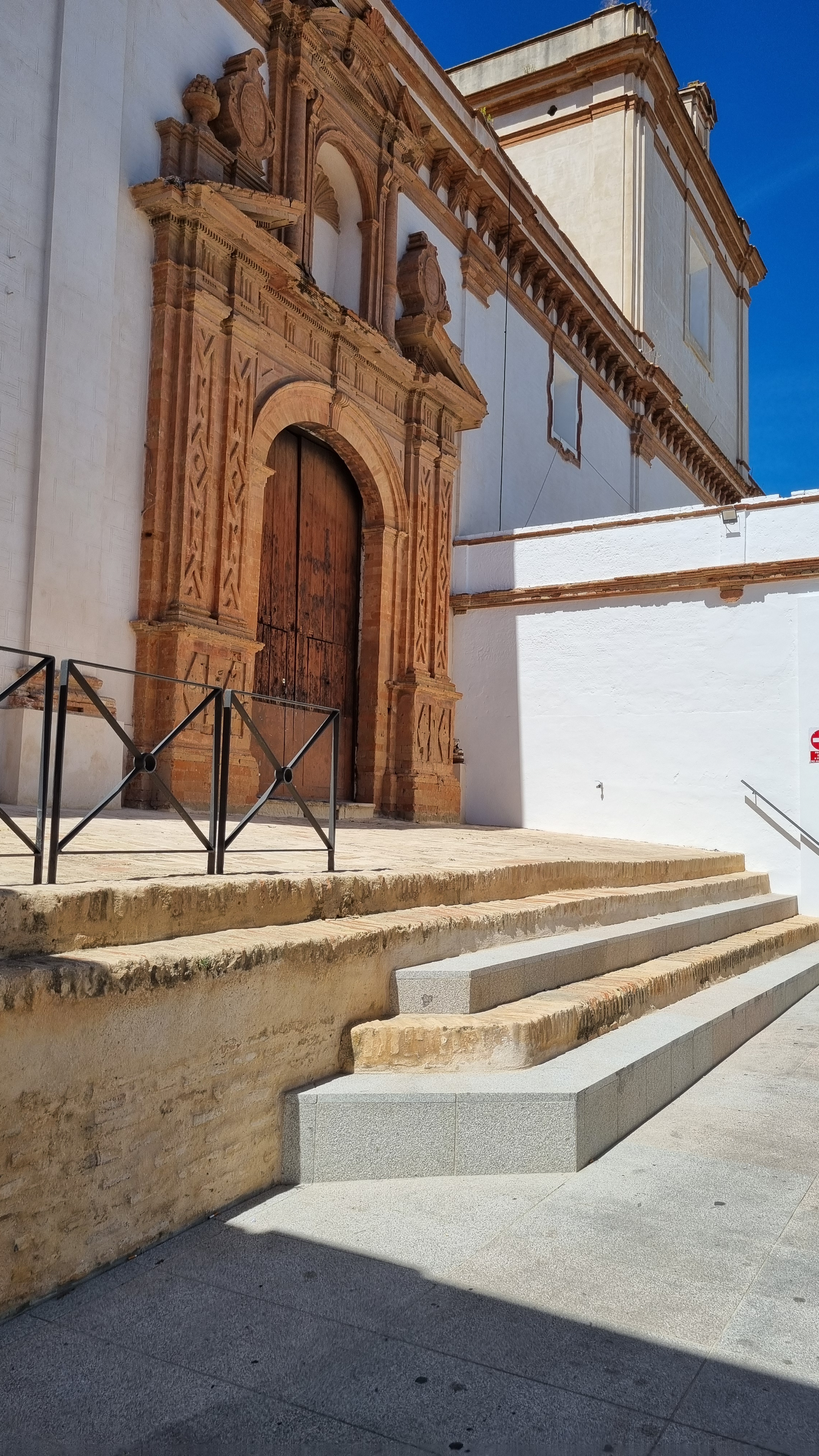
Puerta patio de los Naranjos
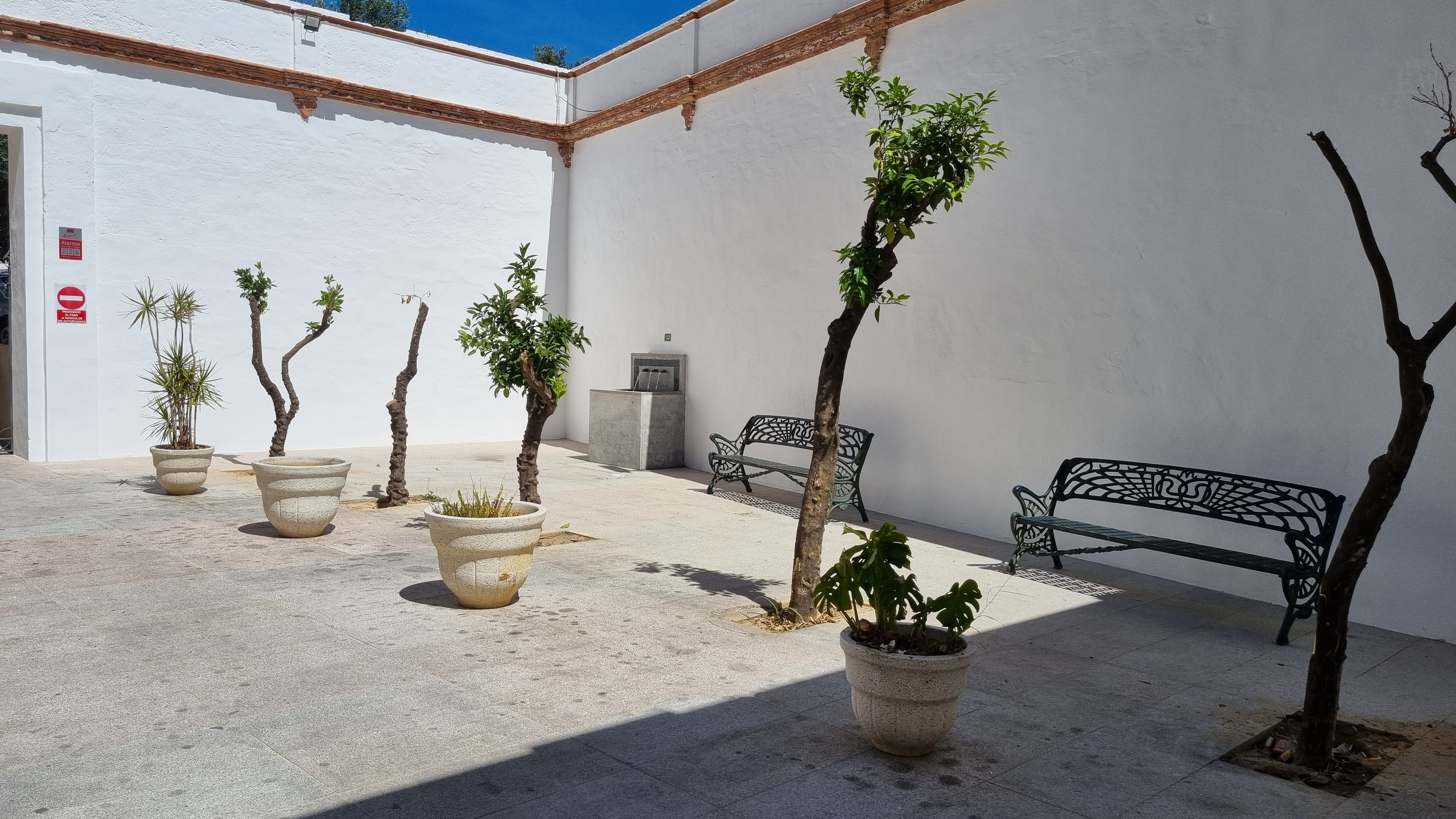
Patio de los Naranjos
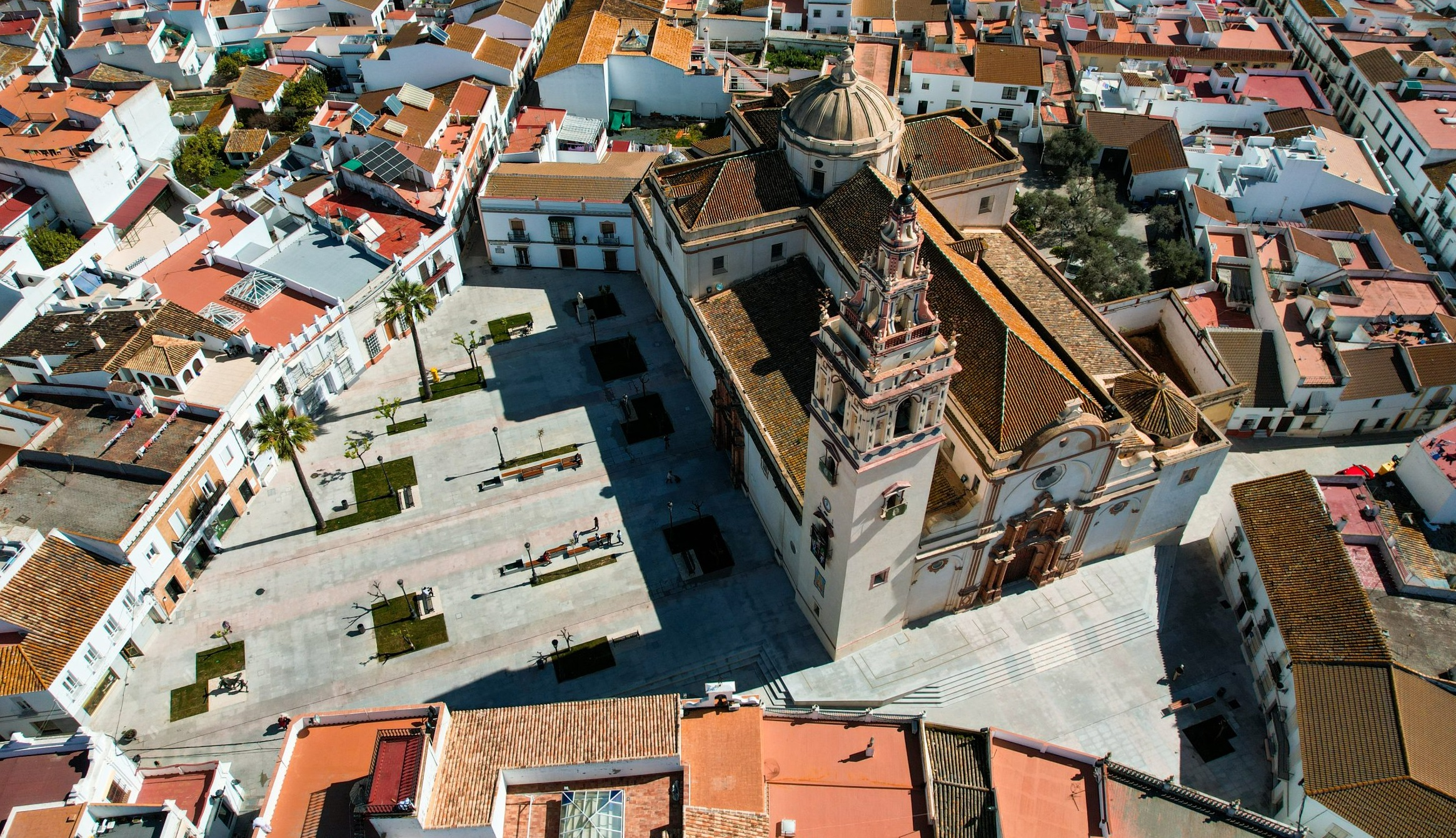
Vista iglesia y nueva plaza
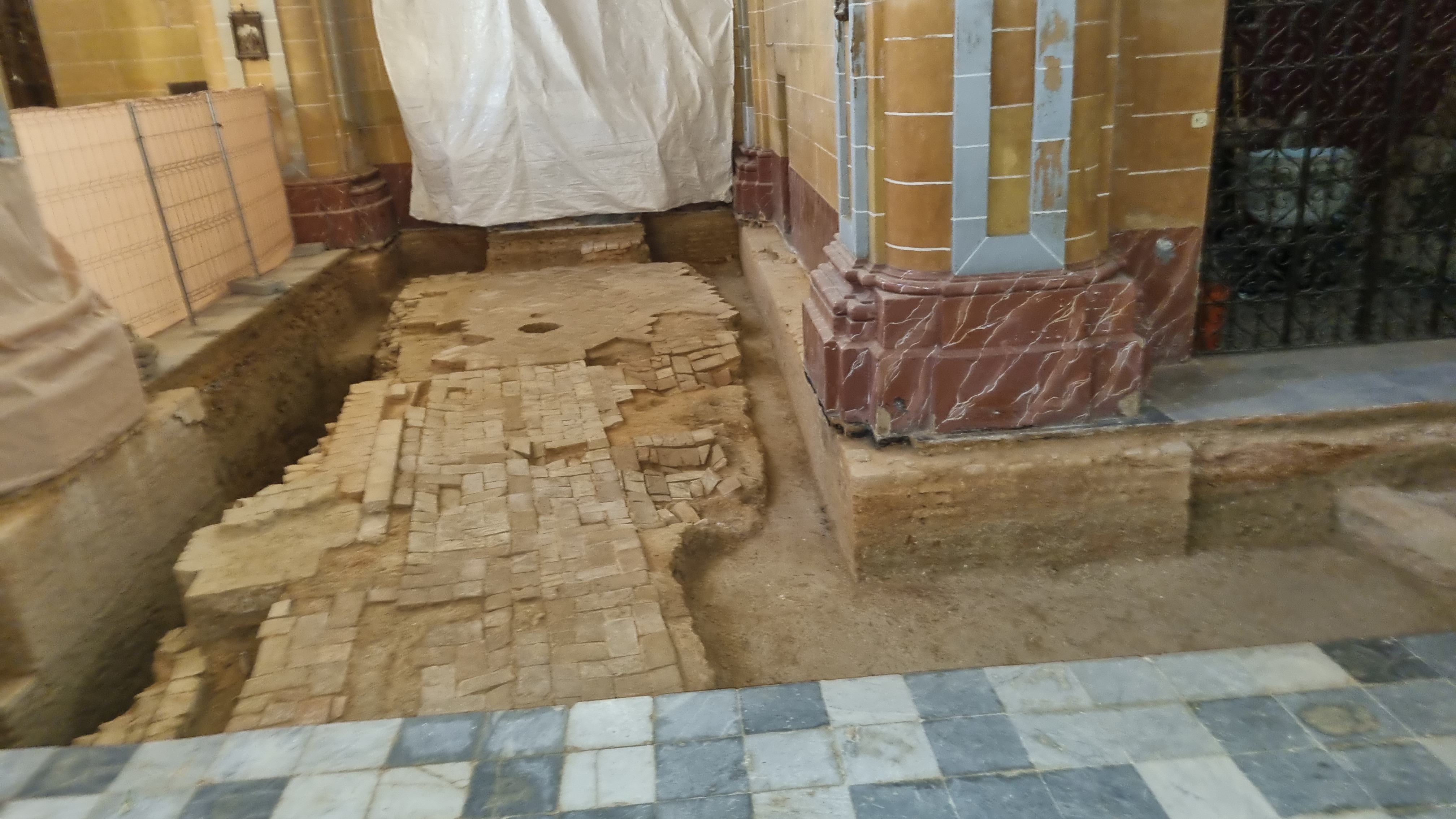
Restos arqueológicos primitiva iglesia
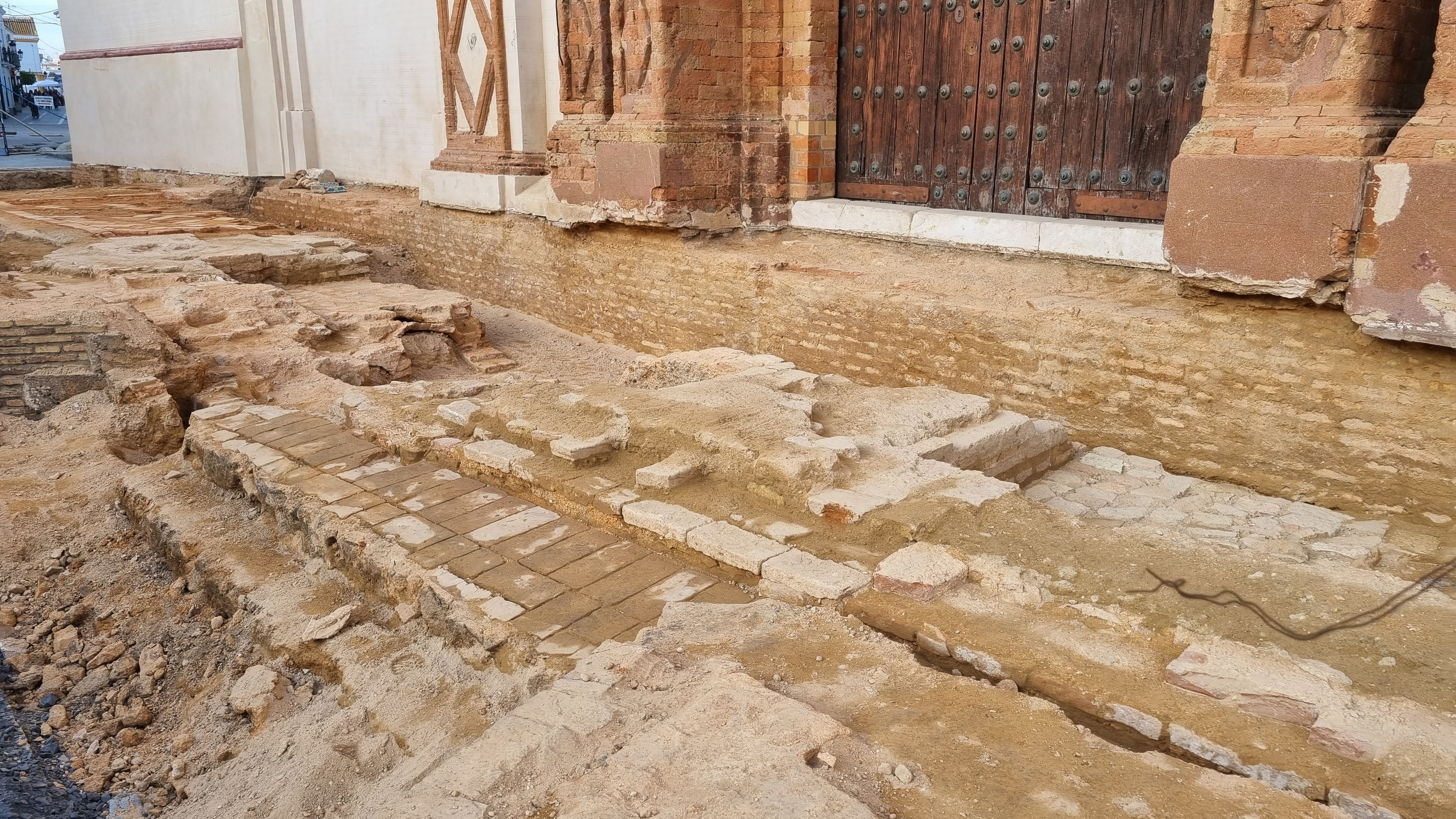
Restos arqueológicos primitiva iglesia
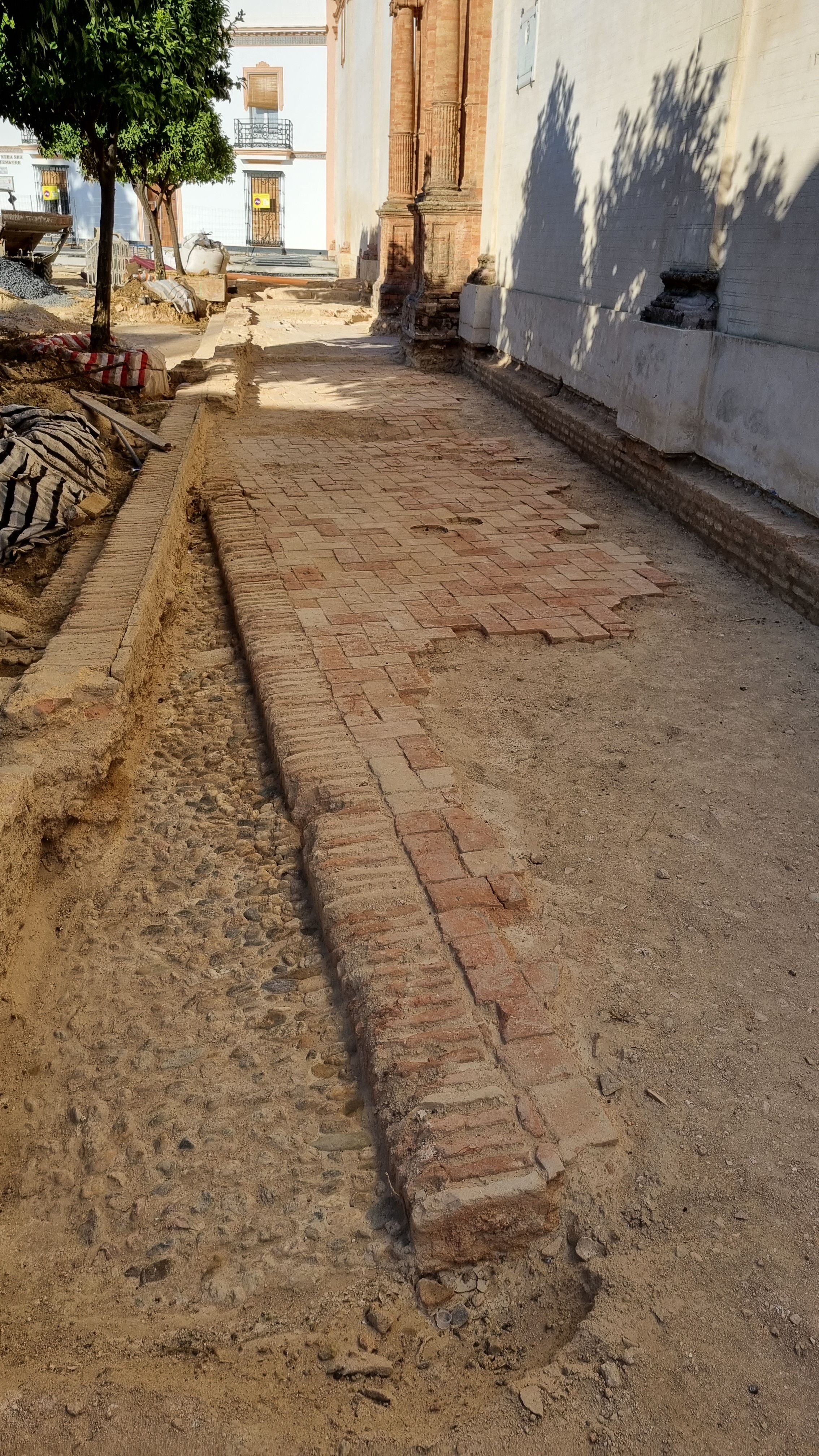
Restos arqueológicos primitiva iglesia